# Le Royaume magique
Pour plus de détails, voir Fiche technique et Distribution.
Le Royaume magique (Конёк-Горбунок) est un film russe réalisé par Oleg Pogodine et sorti en 2021.
C'est une adaptation cinématographique du conte populaire russe Le Petit Cheval bossu, la première alliant prises de vues réelles et images de synthèse.

## Synopsis
Ivan n'est pas très intelligent, mais avec son petit cheval bossu il va affronter de grands dangers.

## Fiche technique
Sauf indication contraire, les informations mentionnées dans cette section peuvent être confirmées par la base de données cinématographiques IMDb,  présente dans la section « Liens externes ».
- Titre français : Le Royaume magique ou Le Petit Cheval bossu[2]
- Titre original : Конёк-Горбунок, Konyok-gorbunok
- Réalisateur : Oleg Pogodine
- Scénario : Oleg Pogodine, Alexeï Borodatchov
- Photographie : Vladimir Bachta (ru)
- Musique : Ivan Bourliaev (ru), Konstantin Kouprianov, Dmitri Noskov
- Producteur : Alexandre Gorokhov (ru), Sergueï Selianov (ru), Anton Zlatopolski (ru)
- Société de production : CTV, Rossiya 1, CGF
- Pays de production :  Russie
- Langue de tournage : russe
- Format : Couleurs
- Durée : 111 minutes (1h51)
- Genre : Conte, Film d'aventure
- Dates de sortie :
  - Russie : 18 février 2021

## Distribution
- Anton Chaguine : Ivan l'Idiot
- Mikhaïl Efremov : Le tsar
- Paulina Andreeva : La princesse
- Oleg Taktarov : Le voïvode

### Voix en VO
- Pavel Derevianko : Le petit cheval bossu
- Liaïssan Outiacheva : L'oiseau de feu
- Alexandre Semtchev (ru) : La baleine

## Accueil

### Box-office
Ce film a fait le plus d'entrées au box-office russe en 2021.

## Distinctions

### Récompense
- 20e cérémonie des Aigles d'or : meilleurs effets spéciaux

### Nominations
- 20e cérémonie des Aigles d'or : meilleure direction artistique, meilleur costume et meilleur montage